# Mostafa Hefny
Mostafa Hefny (geboren 22. November 1950 in Ägypten) ist ein ägyptisch-US-amerikanischer Pädagoge.

## Leben
Mostafa Hefny emigrierte 1978 in die USA und erhielt 1985 die amerikanische Staatsbürgerschaft. Er studierte Pädagogik und wurde 1995 an der Wayne State University in Detroit promoviert. Hefny arbeitete dreizehn Jahre als zweisprachiger Lehrer (Englisch, Arabisch) im Wayne County für die Wayne County Regional Education, Service Agency (Wayne County RESA) in Wayne (Michigan). Hefny veröffentlichte Materialien für den Arabisch-Unterricht.
Hefny hat nubische Eltern und klagt seit 1997 gegen die vom Office of Management and Budget erlassene Festlegung, dass Menschen aus den Herkunftsgebieten Nordafrika, Mittlerer Osten und Europa als „weiß“ gelten. Hefny hingegen sieht sich als „schwarz“ an und verlangt einen entsprechenden Eintrag in seinen Personalpapieren. Durch diese Klassifizierung entgingen ihm bestimmte Sozialleistungen des Staates für Minoritäten.

## Schriften
- Arab studies for teachers : a critical guide to curricular materials. Wayne, Mich. : Wayne County Intermediate School District, 1986
- A content analysis of the treatment of ancient Egypt in selected secondary level world history textbooks. Ph. D. Wayne State University, 1995
- I am not a White man but the US government is forcing me to be one. The Red Sea Press, 2019